# Unité urbaine de Vizille
L'unité urbaine de Vizille est une unité urbaine française centrée sur les communes de Saint-Martin-d'Uriage, Vaulnaveys-le-Haut et Vizille, dans le département de l'Isère, en région Auvergne-Rhône-Alpes.

## Données générales
Dans le zonage réalisé par l'Insee en 1999, l'unité urbaine était composée de six communes.
Dans le zonage réalisé en 2010, l'unité urbaine était composée de sept communes, celle de Montchaboud ayant été ajoutée au périmètre.
Dans le nouveau zonage réalisé en 2020, elle est composée des sept mêmes communes.
En 2022, avec 20 477 habitants, elle représente la 8e unité urbaine du département de l'Isère et elle occupe le 40e rang dans la région Auvergne-Rhône-Alpes.
En 2021, sa densité de population s'élève à 238 hab/km2. Par sa superficie, elle représente 1,15 % du territoire départemental et, par sa population, elle regroupe 1,59 % de la population du département de l'Isère.

## Composition 2020 de l'unité urbaine
Elle est composée des sept communes suivantes :
| Nom                    | Code Insee | Département | Statut       | Superficie (km2) | Population (dernière pop. légale) | Densité (hab./km2) | Modifier                                    |
| ---------------------- | ---------- | ----------- | ------------ | ---------------- | --------------------------------- | ------------------ | ------------------------------------------- |
| Saint-Martin-d'Uriage  | 38422      | Isère       | ville-centre | 29,69            | 5 512 (2022)                      | 186                | modifier les données · modifier les données |
| Vaulnaveys-le-Haut     | 38529      | Isère       | ville-centre | 19,86            | 4 018 (2022)                      | 202                | modifier les données · modifier les données |
| Vizille                | 38562      | Isère       | ville-centre | 10,51            | 7 316 (2022)                      | 696                | modifier les données · modifier les données |
| Montchaboud            | 38252      | Isère       | banlieue     | 1,96             | 347 (2022)                        | 177                | modifier les données · modifier les données |
| Notre-Dame-de-Mésage   | 38279      | Isère       | banlieue     | 4,53             | 1 117 (2022)                      | 247                | modifier les données · modifier les données |
| Saint-Pierre-de-Mésage | 38445      | Isère       | banlieue     | 7,03             | 788 (2022)                        | 112                | modifier les données · modifier les données |
| Vaulnaveys-le-Bas      | 38528      | Isère       | banlieue     | 11,90            | 1 379 (2022)                      | 116                | modifier les données · modifier les données |

## Évolution démographique
| 1968   | 1975   | 1982   | 1990   | 1999   | 2010   | 2015   | 2021   |
| ------ | ------ | ------ | ------ | ------ | ------ | ------ | ------ |
| 11 019 | 11 936 | 14 343 | 16 567 | 18 740 | 20 069 | 20 127 | 20 375 |

#### Données générales
- Unité urbaine
- Aire d'attraction d'une ville
- Liste des unités urbaines de France

#### Données démographiques en rapport avec l'unité urbaine de Vizille
- Aire d'attraction de Grenoble
- Arrondissement de Grenoble

#### Données démographiques en rapport avec l'Isère
- Démographie de l'Isère